# Đại học Tin học và Vô tuyến điện tử Belarus
Đại học Tin học và Vô tuyến điện tử Belarus (trước năm 1993 – viện kĩ thuật vô tuyến Minsk) – trường đại học hàng đầu tại Cộng hòa Belarus trong lĩnh vực công nghệ thông tin, kĩ thuật vô tuyến, điện tử viễn thông, có danh tiếng ở Châu Âu, các nước SNG và trên thế giới. Hiện tại trường đào tạo nguồn kĩ sư với 30 chuyên ngành và 25 chuyên ngành hẹp, công nghệ bảo mật thông tin, công nghệ thông tin, trí tuệ nhân tạo, điều khiển tự động, kĩ thuật vô tuyến, hệ thống vô tuyến điện, vi điện tử, viễn thông, thiết kế các thiết bị vô tuyến điện, điện tử y sinh, đo lường, kinh tế. Với 10 khoa và 35 bộ môn theo hệ chính quy, không chính quy, tại chức và giáo dục từ xa trường đang đào tạo hơn 15 000 sinh viên trong đó khoảng 350 sinh viên nước ngoài. Năm 2001 trường mở hệ đào tạo thạc sĩ theo 27 chuyên ngành. Đào tạo nguồn kĩ sư chất lượng cao trong và ngoài nước theo 26 chuyên ngành tiến sĩ và 8 chuyên ngành tiến sĩ khoa học. 6 hội đồng bảo vệ luận án theo 13 chuyên ngành kĩ thuật và 2 chuyên ngành toán lý. Hiện tại trường đào tạo 23 nghiên cứ sinh nước ngoài chiếm 22% tổng số nghiên cứu sinh hệ chính quy.
Cần trải qua kì thi trắc nghiệm tập trung theo các môn: tiếng Belarus hoặc tiếng Nga, vật lý, toán học, ngoại ngữ (chỉ đối với chuyên ngành marketing, kinh tế và tổ chức sản xuất).
Khoa và các đơn vị trực thuộc
1. Khoa thiết kế máy tinh
2. Khoa công nghệ thông tin và điều khiển
3. Khoa vô tuyến điện tử
4. Khoa mạng và hệ thống máy tính
5. Khoa viễn thông
6. Khoa kinh tế
7. Khoa tại chức
8. Khoa giáo dục từ xa
9. Khoa dự bị và hướng nghiệp
10. Khoa quân sự
11. Khoa nâng cao trình độ và bồi dưỡng cán bộ
12. Trường phổ thông trung học số 1 thành phố Minsk trực thuộc trường